# کشتی بخار

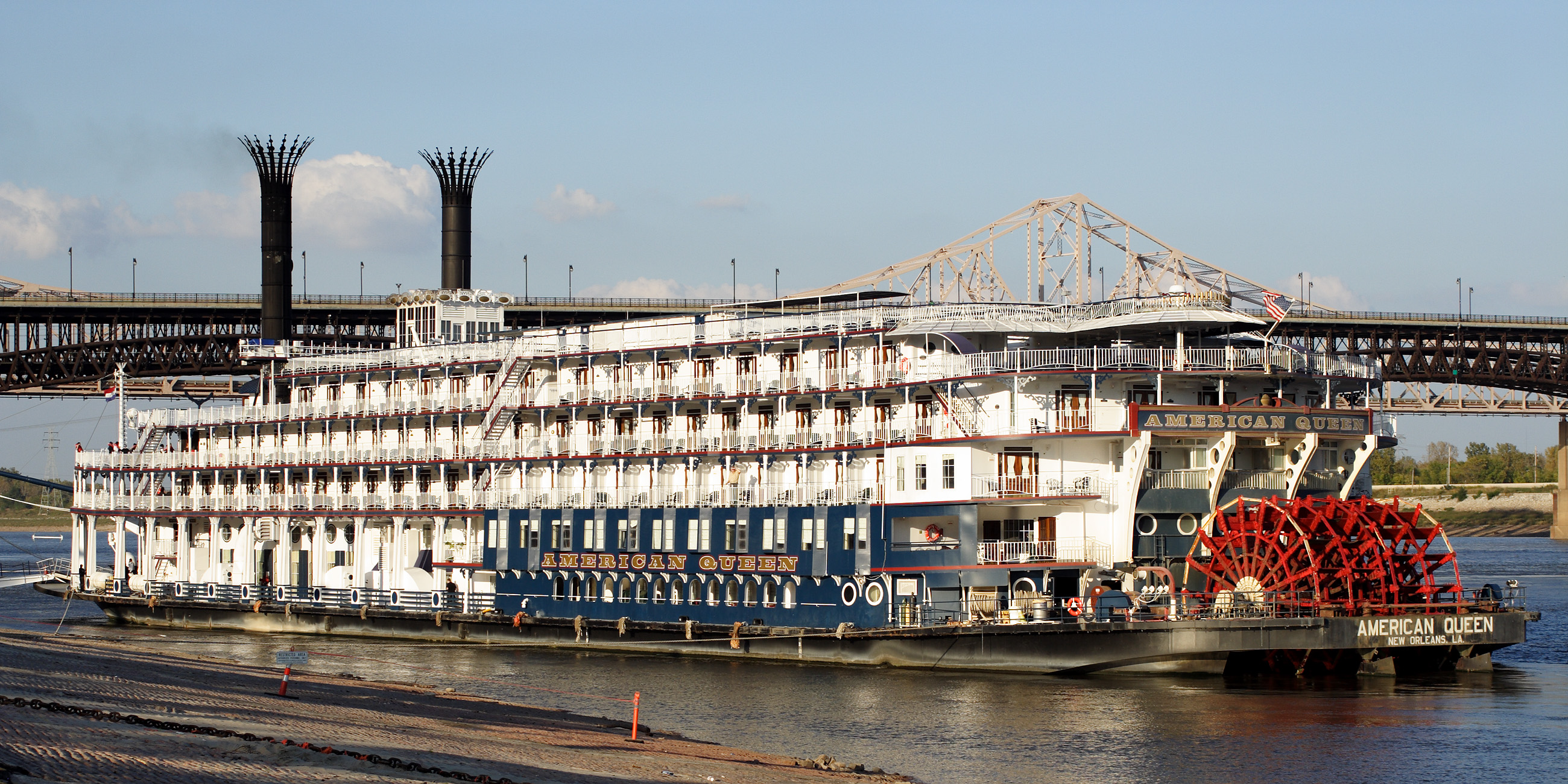
آمریکن کویین یا شهبانوی آمریکایی (American Queen) بزرگ‌ترین کشتی بخار در حال کار جهان است.

کشتی بخار (به انگلیسی: Steamboat) به کشتی‌هایی گفته می‌شود که نیروی پیش‌برنده آن‌ها بخار آب است.
اختراع کشتی بخار در اواخر قرن نوزدهم هزینه های تجاری را برای برخی کشورها بسیار کاهش داد. قبل از کشتی بخار، مسیرهای دریایی توسط بادها شکل می گرفت. برای اولین بار، کشتی ها به باد وابسته نبودند و مسیرهای تجاری از الگوهای باد مستقل شدند. مسیرهای تجاری جدیدی باز شد و زمان حمل و نقل بیش از نصف کاهش یافت. کشتی بخار به عنوان "محرک اصلی موج اول جهانی شدن تجارت (1870-1913)" و عامل "افزایش تجارت بین المللی که در تاریخ بشر بی سابقه بود" توصیف شده است. 

## نگارخانه

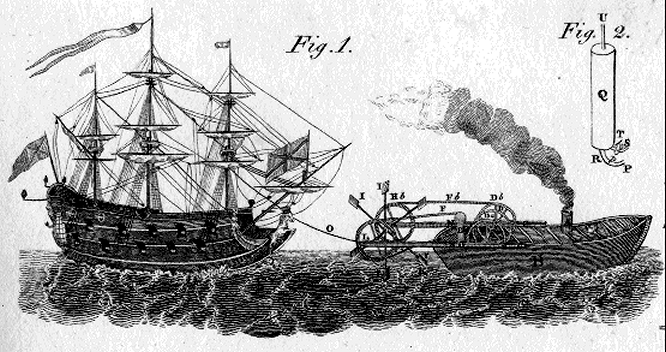
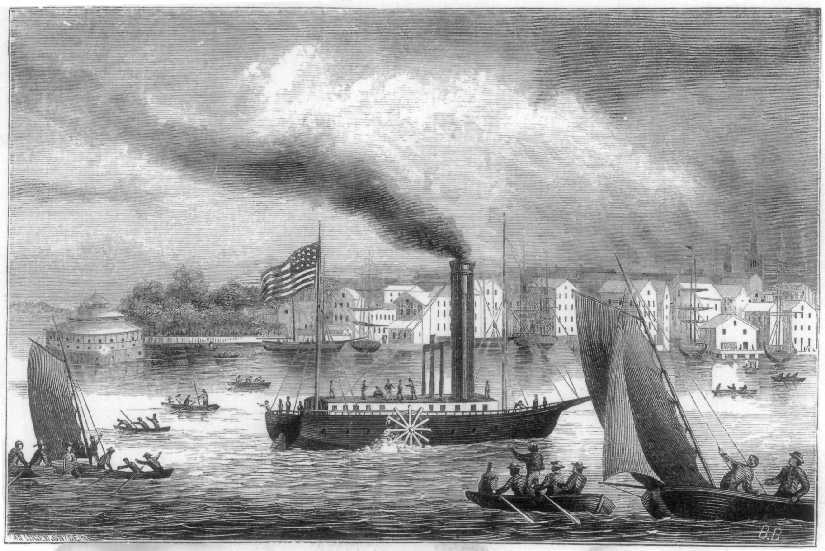
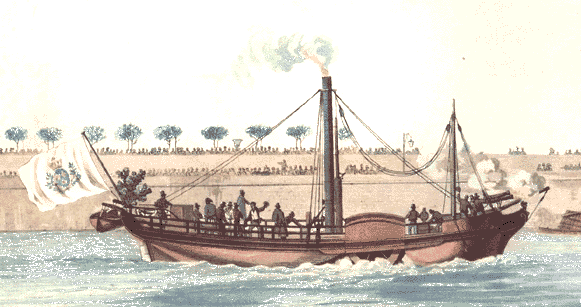
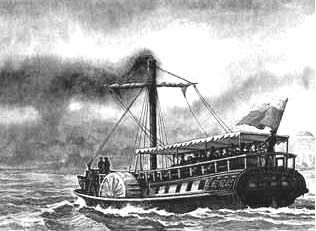
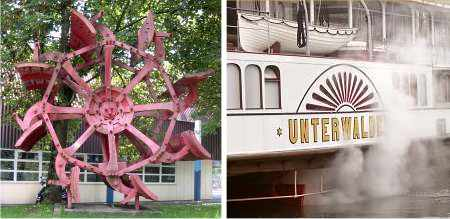
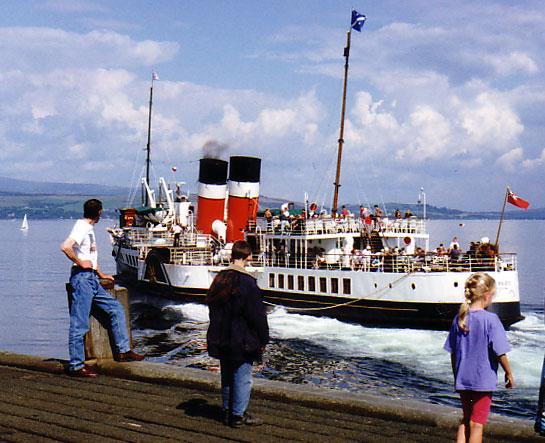
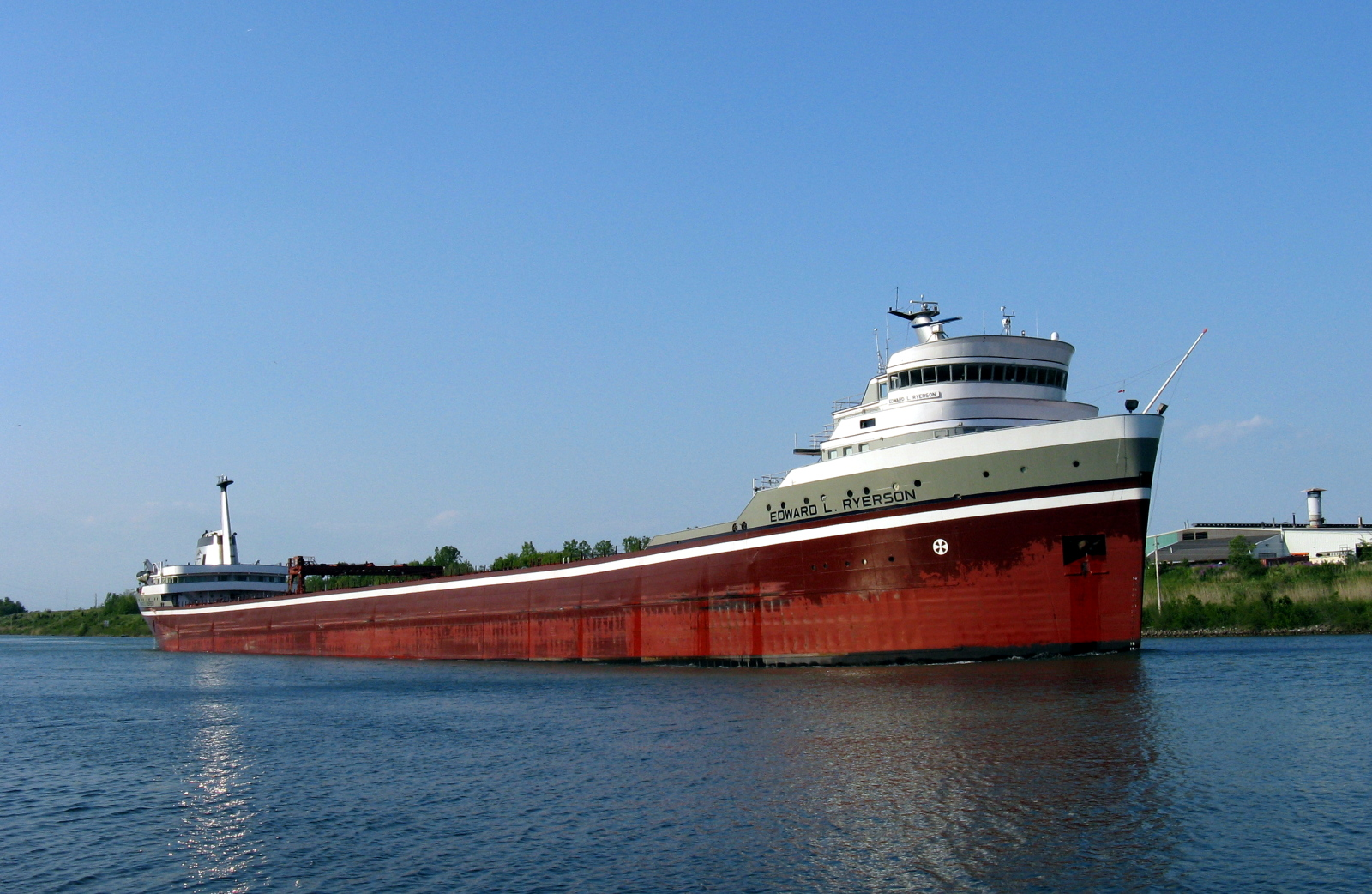
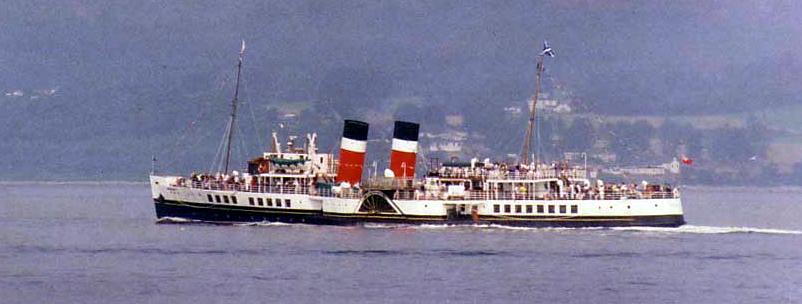
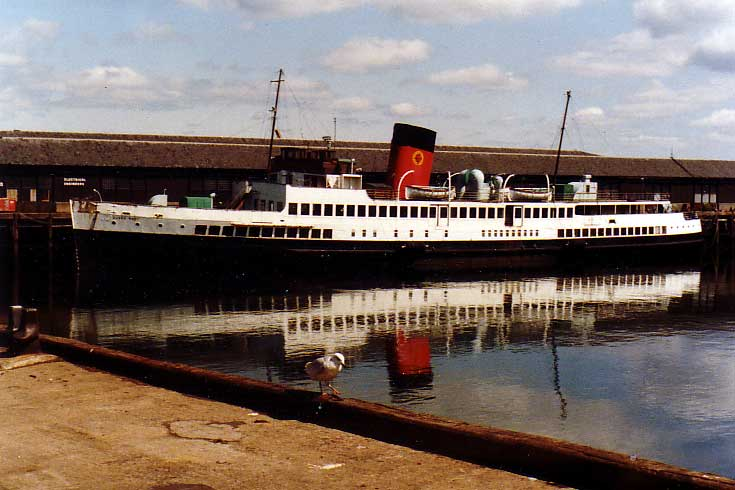
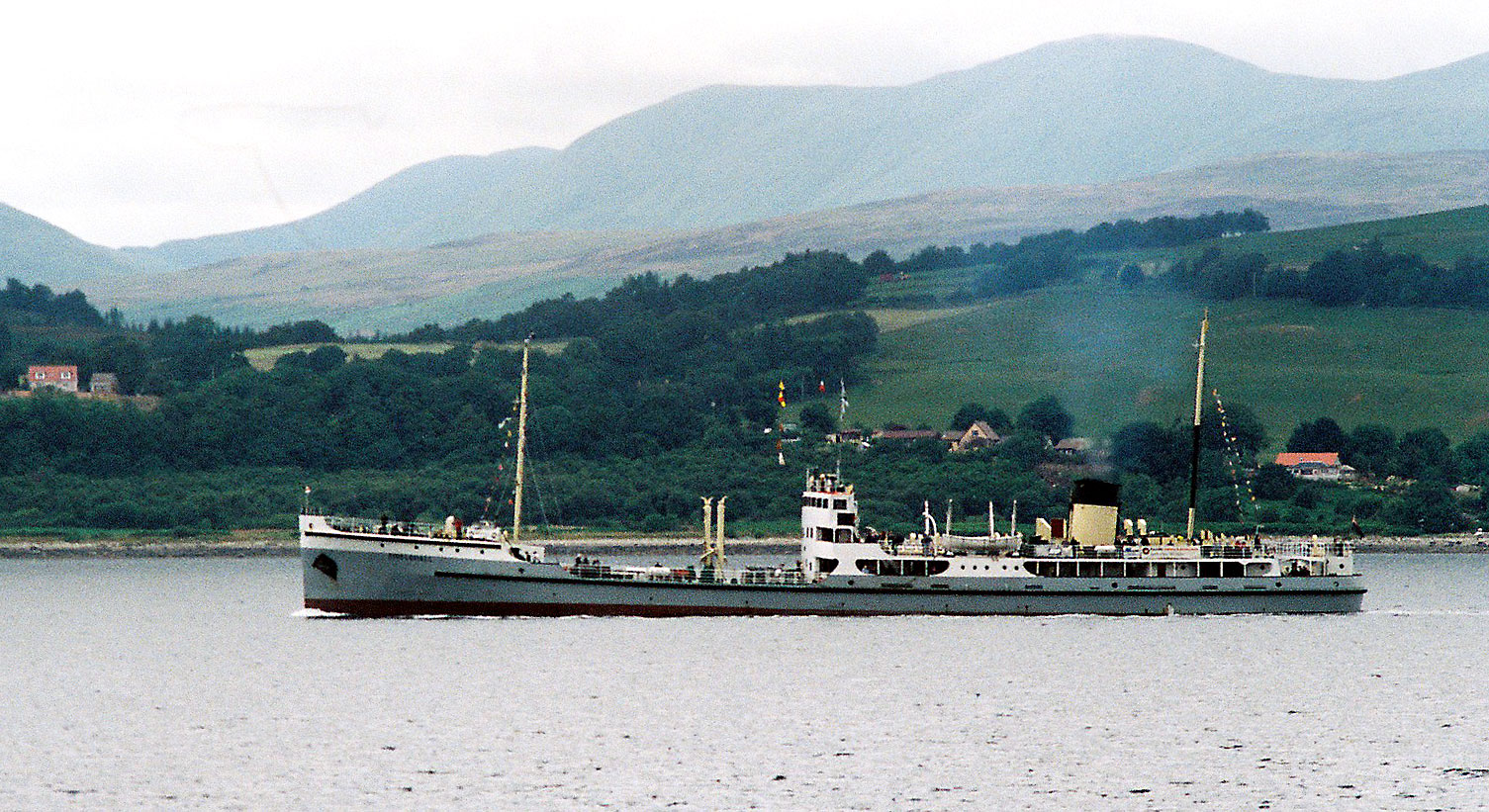
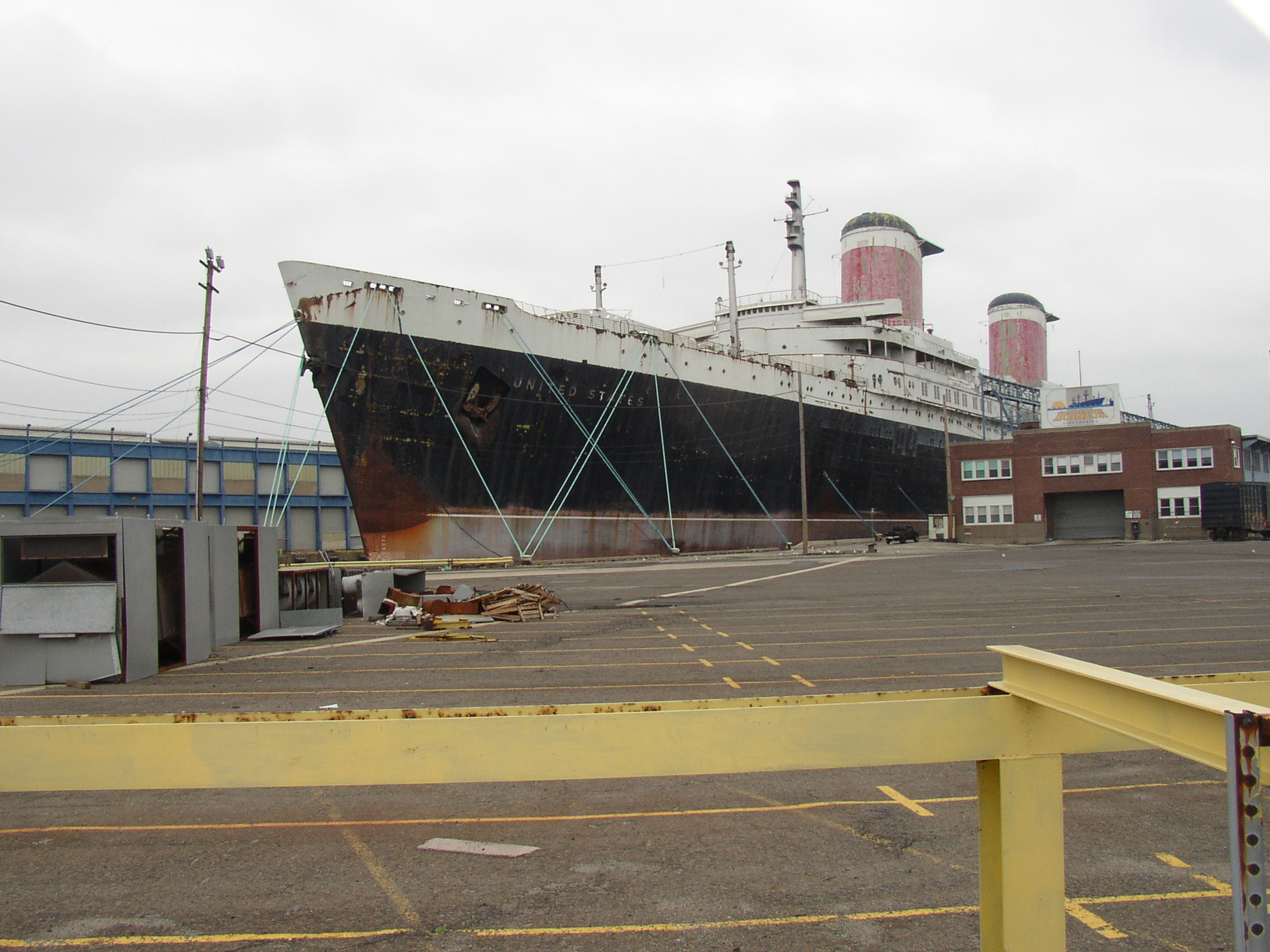
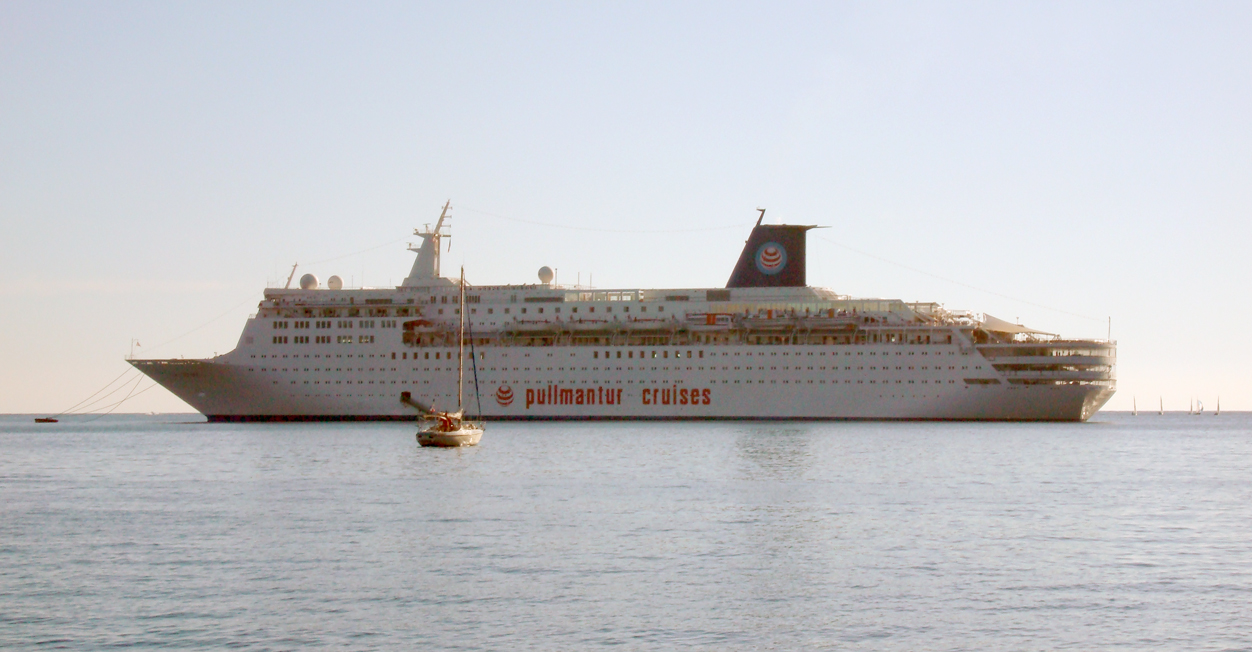
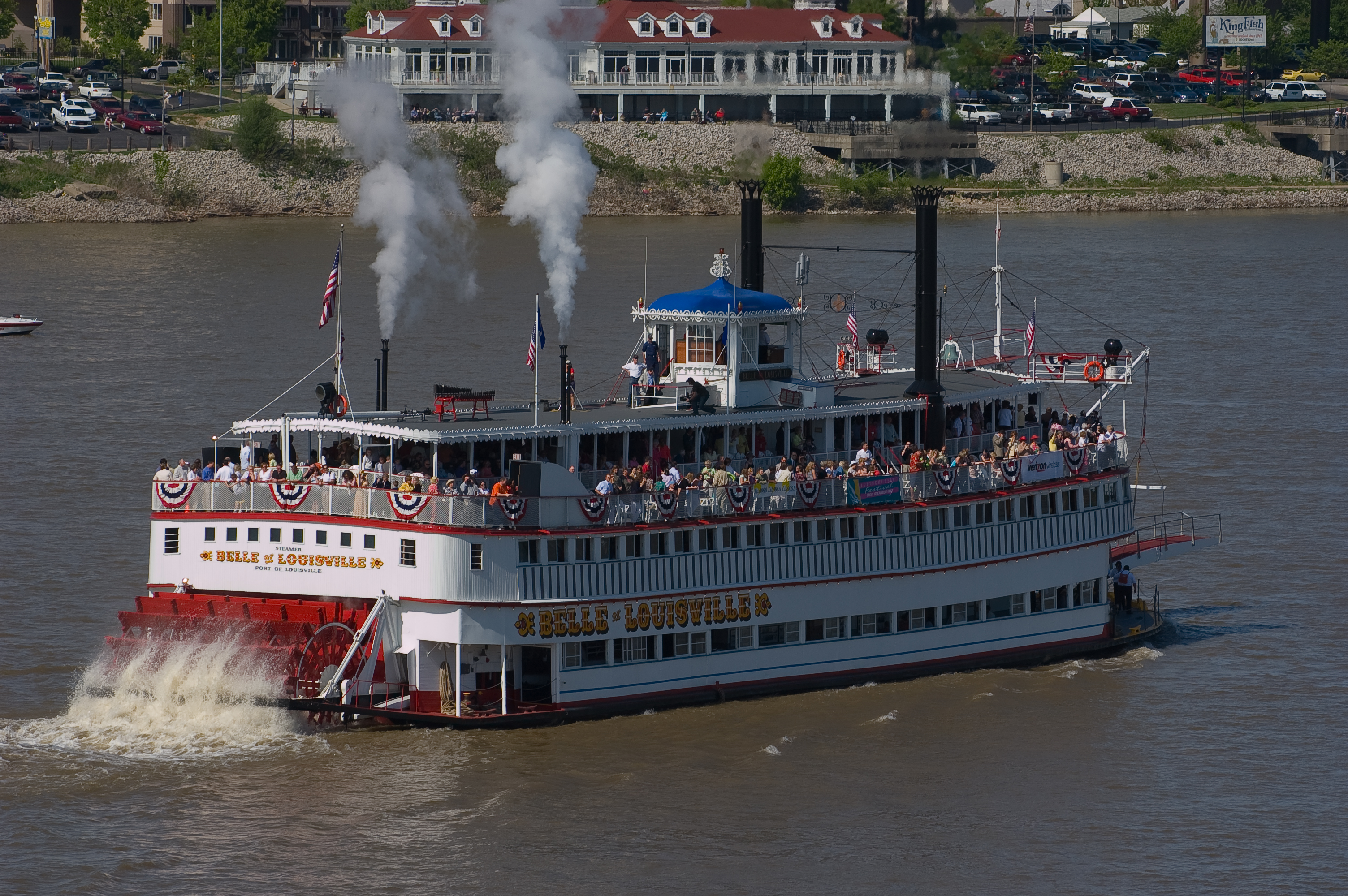
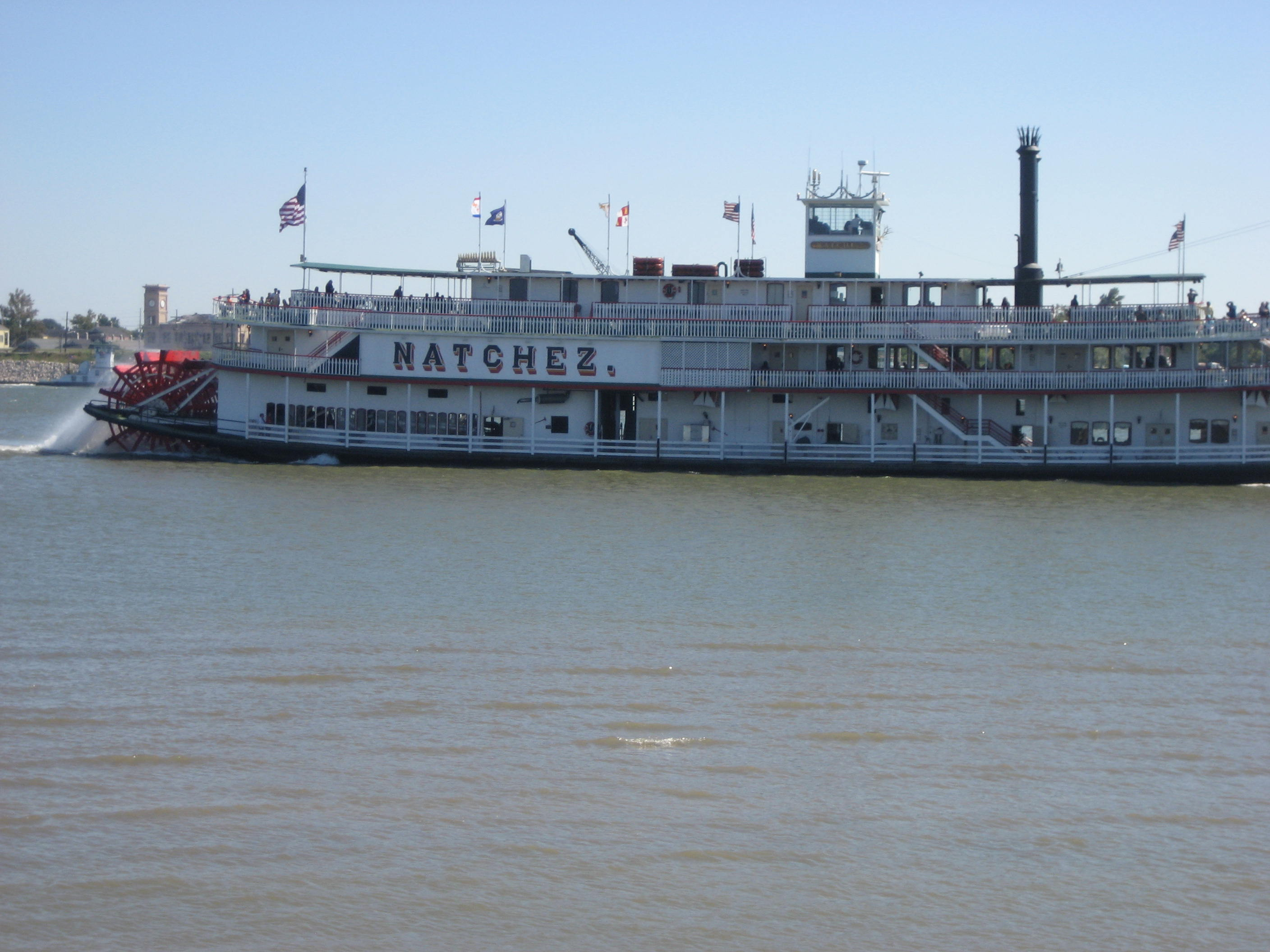
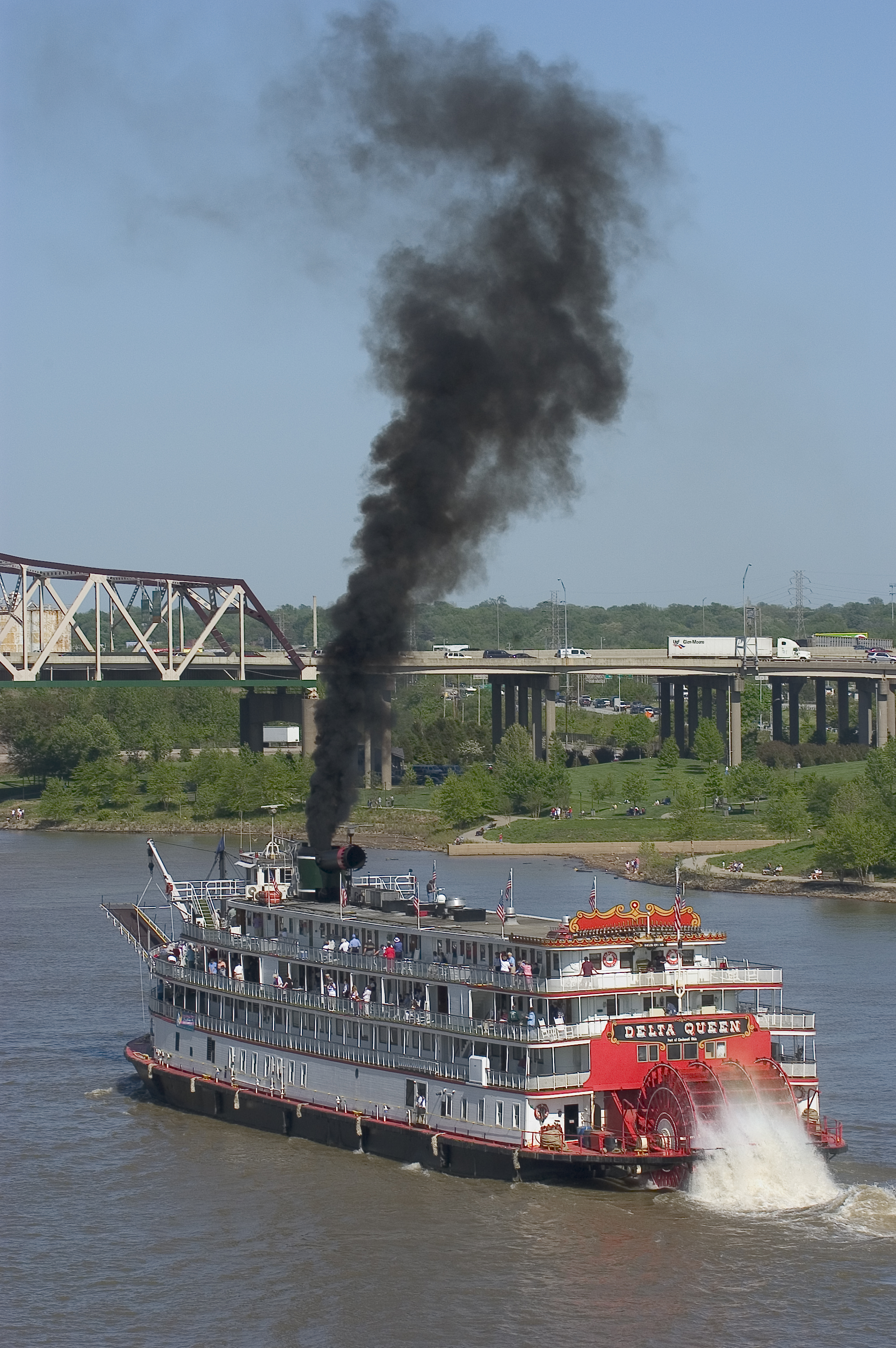
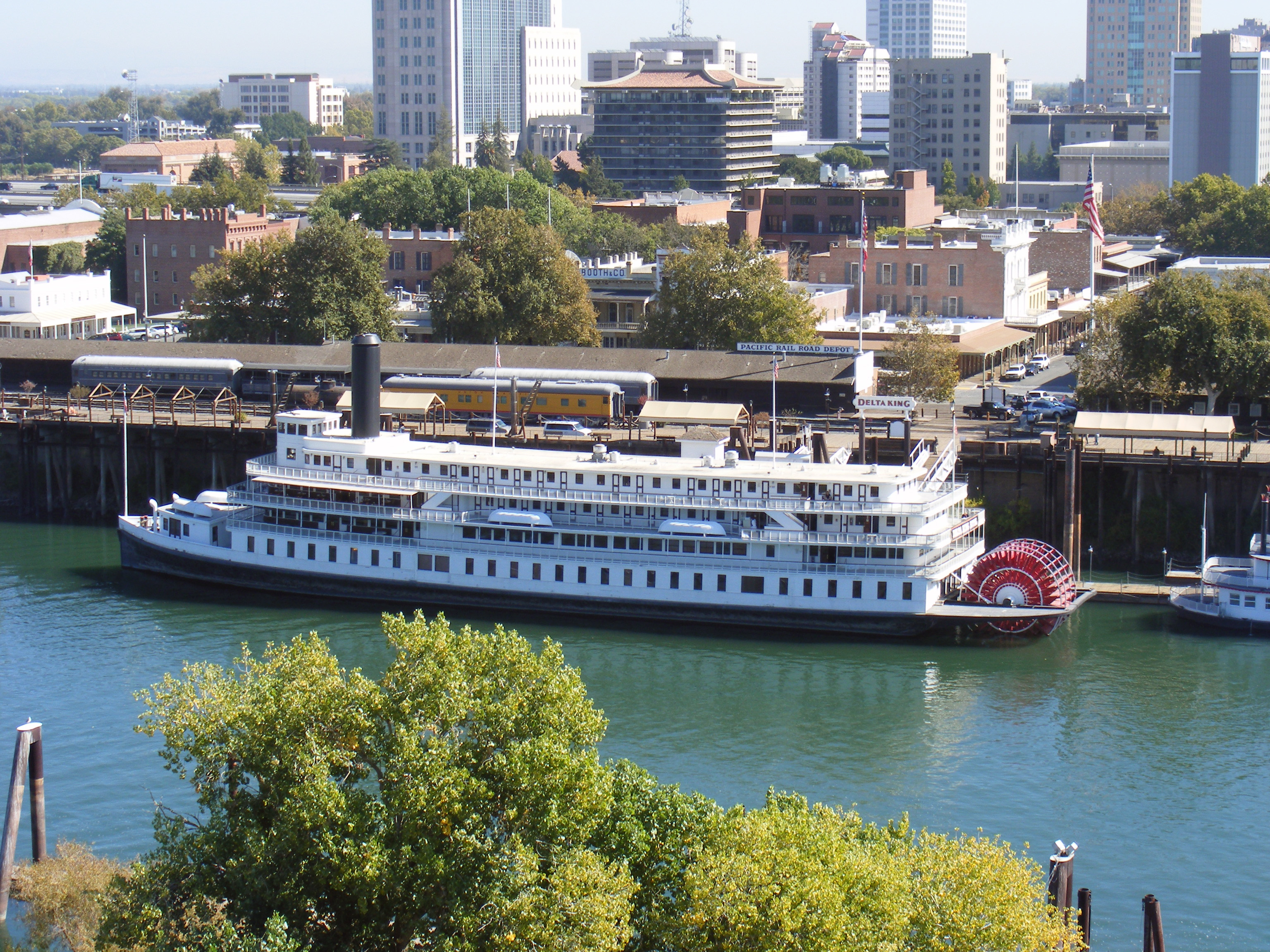
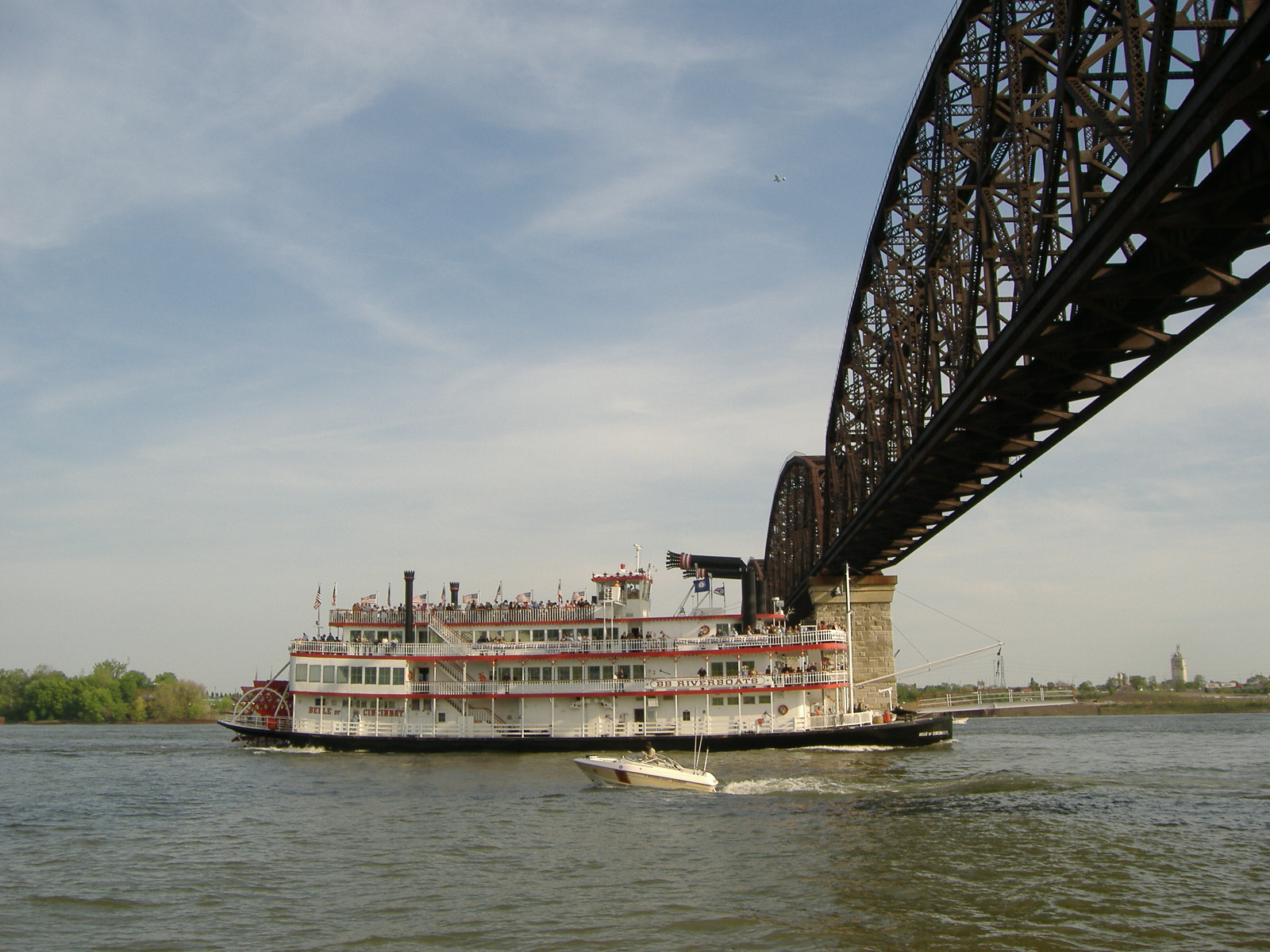